# 오타케 나미
오타케 나미(일본어: 大竹 七未, 1974년 7월 30일 ~ )는 일본의 은퇴한 여자 축구 선수이다.

## 국가대표팀 경력
그녀는 1994년 8월 20일 슬로바키아과의 경기에서 일본 국가대표팀에 데뷔했다. 1994년 아시안 게임 은메달, 1995년 AFC 여자 축구 선수권 대회 준우승 획득에 기여했으며 1995년과 1999년 FIFA 여자 월드컵, 1996년 하계 올림픽에도 출전했다. 그녀는 1999년까지 국제 A매치 46경기에 출전해서 29득점을 넣었다.

## 통계
| 일본 | 일본 | 일본 |
| 연도 | 출전 | 득점 |
| ---- | ---- | ---- |
| 1994 | 6    | 3    |
| 1995 | 8    | 4    |
| 1996 | 7    | 0    |
| 1997 | 6    | 6    |
| 1998 | 9    | 5    |
| 1999 | 10   | 11   |
| 통산 | 46   | 29   |